# 割膚之愛
《割膚之愛》（英語：Love of Skin-Graft），又稱《切膚之愛》，是臺灣畫家李石樵在1956年期間所完成的油畫作品，該作品內容主要描繪1928年彰化基督教醫院蘭大衛進行台灣第一例異體皮膚移植手術的情景。該作品現存於高雄醫學大學。

## 歷史
該畫背景原由1928年的彰化市彰化醫館，13歲少年周金耀因腿部潰瘍無法長皮，使蘭大衛將妻子連瑪玉（Miss Marjorie Learner）四塊腿皮移植予周金耀，後雖因排斥而手術失敗，在施行自體植皮手術及悉心照顧下，仍令周金耀逐漸痊癒之蹟。
後在1956年，時任高雄醫學院院長杜聰明得知該事後曾委請李石樵繪製該次自體植皮事件的繪畫紀錄，並將《割膚之愛》掛於高雄醫學院走廊；杜聰明曾對該畫置放在醫院展示的動機道：「高醫學生時常在走廊走過來走過去，不知不覺中受感化，將來一定個個學生都做學德兼備好醫生，來為病人服務。」當前，該作品保存於高雄醫學大學校史館的典藏室。
1992年，蘭大衛與連瑪玉之子蘭大弼曾前往高雄醫學院拜訪，在《割膚之愛》油畫前說明當時的情景。2010年，《割膚之愛》曾被借回彰化基督教醫院展覽，並舉辦感恩禮拜活動。

## 畫作
《割膚之愛》畫作呈現內容具有李石樵寫實性風格特徵，以參考著1927年醫院擴增手術室影像資料為藍本，在畫作則以描繪當時進行移植手術、外科醫師與技術團隊進行作業、儀器設備、護理人員協助消毒及傳遞器具的過程為主題。

## 外部連結
- 財團法人切膚之愛社會福利慈善事業基金會-官方網站 （页面存档备份，存于）